# Lluís Carreras i Aragó
Lluís Carreras i Aragó (Barcelona, España; 16 de febrero de 1835 – Barcelona, 25 de mayo de 1907) fue un médico oftalmólogo y político español.

## Biografía
Nacido en el seno de una importante familia de orfebres catalanes, era hijo de Francesc d'Asís Carreras i Duran, platero y joyero de Isabel II. Fue también tío de Francesc Carreras i Candi.
A diferencia de sus hermanos mayores, que continuaron el negocio familiar, estudió medicina en la Universidad de Barcelona, donde se doctoró en 1859 con la tesis Influjo de las ciencias naturales sobre la medicina. Posteriormente amplió sus estudios en distintos países europeos. En 1862 regresó a Barcelona, donde fundó la Clínica Oftalmológica, al tiempo que fue nombrado catedrático sustituto de Terapéutica y arte de recetar de la Facultad de Medicina de la Universidad de Barcelona.
En 1865 ingresó en la Real Academia de Medicina de Cataluña, de la que fue vicepresidente entre 1887 y 1888 y entre 1889 y 1890, siendo también redactor de la revista El Compilador Médico. También publicó en las revistas La Independencia Médica (1874) y Archivos de Cirugía (1877). Desde 1880 colaboró en la Revista de Ciencias Médicas, de la que fue director y propietario entre 1885 y el 1890.
En 1877, junto con Ramon Coll i Pujol, estableció la estadística demográfica sanitaria en la provincia de Barcelona, que posteriormente sería extendida por toda España. Dio clases en el Instituto Médico de Barcelona y creó un importante laboratorio de anatomía patológica. Entre sus mejoras se encuentra la introducción de anestesia con cocaína y una modificación del sistema de exploración de la agudeza visual.
En 1883 fue elegido concejal del Ayuntamiento de Barcelona por el Partido Liberal y ese mismo año formó parte de la junta Inspectora de Higiene Municipal y del laboratorio de Ciencias Médicas de Cataluña. 
Casado con Celia Solà en 1862, tuvieron tres hijos: Lluís, Ventura y Mercè. A la muerte del hijo mayor, también oftalmólogo, en 1888, abandonó la práctica de la medicina. Continuó con su carrera política, siendo elegido nuevamente concejal en el consistorio barcelonés en 1893.

## Obras destacadas
- Estudios oftalmológicos: colección de artículos y observaciones clínicas sobre varias enfermedades de los ojos (1875)
- Clínica oftalmológica: reseña estadística de 1875 y de 1876 (1878)
- Examen y mejora de la visión (1880)

## Reconocimientos
- Cruz de Orden de Carlos III[1]
- Cruz de la Orden Civil de la Beneficencia[1]